# Lilliefors-test
In de statistiek is de Lilliefors-test een normaliteitstest gebaseerd op de Kolmogorov-Smirnov-test . Deze test wordt gebruikt om de nulhypothese te testen en te bekijken of dat de gegevens effectief afkomstig zijn van een normaal verdeelde populatie, terwijl de nulhypothese niet specificeert welke normale verdeling; dat wil zeggen dat het niet de verwachte waarde en variantie van de verdeling specificeert. Deze test is vernoemd naar Hubert Lilliefors, hoogleraar statistiek aan de George Washington Universiteit .
Een variant van de test kan worden gebruikt om de nulhypothese te testen dat gegevens afkomstig zijn van een exponentieel verdeelde populatie, terwijl de nulhypothese niet expliciet duidt welke exponentiële verdeling .

## De test
De test verloopt als volgt:
1. Schat eerst het populatiegemiddelde en de populatievariantie op basis van de gegevens.
2. Vind vervolgens de maximale discrepantie tussen de empirische verdelingsfunctie en de cumulatieve verdelingsfunctie (CDF) van de normale verdeling met het geschatte gemiddelde en de geschatte variantie. Net zoals bij de Kolmogorov – Smirnov-test zal dit de teststatistiek zijn.
3. Beoordeel ten slotte of de maximale discrepantie groot genoeg is om statistisch significant te zijn, waardoor verwerping van de nulhypothese een vereiste is. Dit is waar deze test ingewikkelder wordt dan de Kolmogorov – Smirnov-test. Net omdat de veronderstelde CDF dichter bij de gegevens is gekomen door schattingen op basis van die gegevens, is de maximale discrepantie kleiner gemaakt dan deze zou zijn geweest als de nulhypothese slechts één normale verdeling had uitgekozen. De "nulverdeling" van de teststatistiek, door middel van de waarschijnlijkheidsverdeling gaat er dat de nulhypothese waar is, waardoor deze dus stochastisch kleiner is dan de Kolmogorov – Smirnov-verdeling. Dit is de Lilliefors-verdeling . Tot nu toe zijn de tabellen voor deze verdeling alleen berekend met behulp van Monte Carlo-methoden .

In 1986 werd een gecorrigeerde tabel met kritische waarden voor de test gepubliceerd.